# ويل هوف
ويل هوف (بالإنجليزية: Will Huff)‏ هو ملحن أمريكي، ولد في 16 يناير 1875، وتوفي في 5 نوفمبر 1942.

## وصلات خارجية
- ويل هوف على موقع ميوزك برينز (الإنجليزية)
- ويل هوف على موقع ديسكوغز (الإنجليزية)